# Kali (piłkarz)
Kali, właśc. Carlos Manuel Gonçalves Alonso (ur. 11 października 1978 w Luandzie) – angolski piłkarz występujący na pozycji obrońcy.
W reprezentacji Angoli rozegrał 64 spotkania, nie strzelając żadnej bramki. Był uczestnikiem Mistrzostw Świata 2006, gdzie rozegrał wszystkie 3 spotkania.